# Margarita Manso
Margarita Manso Robledo (Valladolid, 24 novembre 1908 – Madrid, 28 marzo 1960) è stata una pittrice spagnola appartenente al gruppo di scrittrici e artiste della Generazione del '27 noto come Las Sinsombrero.

## Biografia
Margarita Manso nasce a Valladolid il 24 novembre 1908. È la seconda figlia della sarta Carmen Robledo Daguerre e del capo di fonderia Luis Manso López, che morirà improvvisamente nel 1912 a soli trentun'anni.
Tra il 1910 e il 1917 Margarita si trasferisce a Madrid con la famiglia. All'età di quindici anni inizia a studiare presso la Real Academia de Bellas Artes de San Fernando, dove conosce Ana María Gómez Mallo e Salvador Dalí, con i quali stringe una profonda amicizia nonostante essi siano iscritti a una classe superiore, e Alfonso Ponce de León, che diventerà il suo primo marito. Grazie a Dalì, conosce Federico García Lorca, del quale diventa amica intima. 
Durante i suoi anni da studentessa si diverte a provare dei travestimenti assieme ai suoi amici. Per esempio, insieme a Maruja Mallo si veste da uomo per entrare nel Monastero di Santo Somingo de Silos, il cui accesso era vietato alle donne. Il più famoso aneddoto è quello però che spiega la nascita del termine "Sinsombrero", che divenne poi l'appellativo con cui vennero chiamate le artiste spagnole della Generazione del '27: passeggiando nei pressi della Puerta del Sol, Margarita Manso, Maruja Mallo, Salvador Dalì e Federico García Lorca decidono di togliersi il cappello, un gesto all'epoca considerato maleducato e immorale, e che provocò l'indignazione e la riprovazione dei passanti.
Degli anni universitari è la relazione amorosa con Lorca, per il quale costituirà la prima e unica esperienza sessuale femminile. Prenderà parte a questo rapporto anche Salvator Dali, di cui Lorca scoprirà di essere innamorato. In ricordo delle notti passate insieme, Lorca compone la poesia Remansos, pubblicata nel 1927 nella rivista Verso y Prosa, a cui seguirà un anno dopo la più nota Muerto de amor, inclusa nel suo Romancero Gitano.
Margarita Manso termina gli studi nel 1927 e si dedica completamente alla relazione con Alfonso Ponce de León, pittore con il quale partecipa attivamente alla vita artistica e intellettuale di Madrid, apparendo al suo fianco agli eventi di alta società e nelle foto nonostante non siano ancora sposati. Nel 1930 i due viaggiano a Parigi, dove conoscono Pablo Picasso e dove Alfonso inizia a godere di una certa fama a livello internazionale.
Il matrimonio della coppia si tiene nel dicembre del 1933, e da allora Margarita inizia a essere sempre meno presente sulla scena sociale. Il marito aderisce agli ideali fascisti e si affilia alla Falange Spagnola; la pittrice si allontana sempre di più dagli ambienti di sinistra che prima era solita frequentare.
Nel luglio del 1936 scoppia la Guerra Civile e in agosto Federico García Lorca viene assassinato da un gruppo di falangisti. L'omicidio dell'amico ha un forte impatto su Margarita, provocandole un profondo senso d'inquietudine. Nonostante Madrid sia diventata un luogo pericoloso, la pittrice e il marito restano nella capitale spagnola; il 20 settembre, Alfonso Ponce de León viene sequestrato, sommariamente processato e giustiziato nel giro di pochi giorni. Margarita allora ha ventotto anni e, distrutta, si trasferisce a Barcellona con la madre e la sorella Carmen.
Degli anni successivi non si sa molto di lei, se non che continua a viaggiare. Dopo essere stata a Valencia e Marsiglia, nell'aprile del 1937 si reca dalla sorella minore María Luisa a Salsomaggiore Terme, comune nel quale Mussolini garantì il rifugio ai falangisti spagnoli durante la Guerra Civile.
La pittrice torna in Spagna a fine anno, e nei primi mesi del 1938 si rifugia a Burgos, dove entra nel Grupo de Burgos, il circolo del poeta Dionisio Ridruejo, con il quale collabora disegnando poster e decorazioni per il gruppo teatrale Compañía Nacional. A Burgos conosce l'uomo che diventerà il suo secondo marito, il medico endocrinologo e nutrizionista Enrique Conde Gargollo, falangista, che collaborava nella stampa di propaganda.
A fine anno Margarita fa ritorno a Madrid, dove testimonia nel processo per la detenzione e morte del primo marito.
Rimasta sola dopo la morte della sorella minore e il trasferimento della maggiore e della madre in Messico, Margarita si sposa nel 1940 e viene coinvolta nell'attivismo franchista. Non avendo ancora avuto figli, viene convinta dal marito a sottoporsi a un trattamento ormonale per rimanere incinta.
I tre figli, Enrique José, Luis Alfonso e Margarita Rosa, ricordano la madre come una donna triste e malata che, la notte, leggeva loro le poesie di un certo Federico.
Margarita Manso muore il 28 marzo del 1960 all'età di cinquantun anni.